# Stefanie Zwirn
Stefanie Zwirn (* 5. Juni 1896 in Berlin; † unbekannt) war eine deutsche Architektin.

## Leben
Stefanie Zwirn begann 1917 ein Architekturstudium an der TH Berlin-Charlottenburg, das sie nach dem Vordiplom 1919 und einem anschließenden Praktikum an der Siedlerschule in Worpswede, ab 1920 an der TH Karlsruhe fortsetzte und 1922 als Diplom-Ingenieurin abschloss. 1932 nahm sie an der großen Berliner Sommerschau Sonne, Luft und Haus für alle in der Abteilung Der Kleingarten teil, deren Leitung  der Direktor der Berliner Tischlerschule, Fritz Spannagel, hatte. Sie präsentierte fünf individuelle Wohnlauben zwischen 21 und 37 Quadratmetern für eine bis sechs Personen. Alle Wohnlauben waren als Holzfachwerkhäuser nach ökologischen Prinzipien konzipiert. Sie wurden vorgefertigt und konnten nach einer Montageanleitung von den Käufern selbst errichtet werden. 1932 gab sie mit Fritz Spannagel ein Bauwelt-Sonderheft heraus, in dem neben ihren eigenen Lauben und einem von ihr entworfenen Kleinsthaus zwanzig weitere preiswerte Sommer- und Wohnlauben gezeigt wurden. In weiteren Bauwelt-Sonderheften wurden auch zwei von ihr realisierte Bauten publiziert: ein kleines Einfamilienhaus in Fichtenau bei Berlin und ein großzügiges, gutbürgerliches Wohnhaus in Berlin-Zehlendorf. Durch ihre Publikationen, die in hohen Auflagen erschienen, war Stefanie Zwirn Anfang der 1930er Jahre über Fachkreise hinaus bekannt geworden.
Nach der Machtübergabe an die Nationalsozialisten 1933 wurde sie als Jüdin zur Zwangsarbeit für die Deutsche Waffen- und Munitionsfabriken in Bernau bei Berlin verpflichtet. Seit 1945 galt sie als verschollen, Ort und Jahr ihres Todes sind unbekannt.

## Werke
- Wohnhaus mit drei Zimmern in Fichtenau bei Berlin
- Wohnhaus mit acht Zimmern in Berlin-Zehlendorf
- Wohnlaube für eine Familie mit ein bis zwei Kindern
- Wohnlaube für Kinderreiche
- „Wohnlaube eines geistigen Arbeiters“
- „Laube mit Hühners“
- „Laube eines Vogelfreundes“
- Kleinsthaus

## Publikationen
- Architekten: Paul Mebes u. Paul Emmerich, Flachbauten am Rande Berlins. In: Bauwelt. Heft 34/1931
- mit Fritz Spannagel: 25 Sommerlauben und Wohnlauben im Preise von 100 Mark bis 3000 Mark. In: Bauwelt. Sonderheft 1/1932 (5. Auflage 1934)
- 25 Kleinhäuser im Preis von 5000 bis 10000 Mark. In: Bauwelt. Sonderheft 4/ohne Jahr
- 25 schöne Landhäuser über 20000 Mark. In: Bauwelt. Sonderheft 9/ohne Jahr